# 望月智 (アナウンサー)
望月 智（もちづき さとし、10月7日 - ）は、テレビ山梨の社員で同局の元アナウンサー。妻は、同じくテレビ山梨のアナウンサーであった望月圭子。

## 来歴
山梨県南巨摩郡身延町出身。駒澤大学卒業。
1995年、テレビ山梨に入社した。同局のアナウンサーを務めた後、報道記者やCG制作などを歴任した。
2019年11月、出身地である身延町の観光大使に就任した。

## アナウンサー時代の担当番組
- UTY夕やけ情報局[3]
- UTYニュースワイド - 土曜版キャスター[5]、月曜スポーツコーナー担当[6]
- 土曜・日曜のニュース[1]
- 高校野球ハイライト[1]
- スポーツ中継[1]
- UTYニュースの星 - 土曜版キャスター[7]、月曜スポーツコーナー担当[7]